# Frestonia
Frestonia était le nom adopté par les habitants de Freston Road, une rue du nord-ouest du quartier londonien de Notting Hill, historiquement partie de Latimer Road, et également connu sous le nom de Notting Dale, pour former une micronation lorsqu'ils déclarèrent la sécession d'avec le Royaume-Uni en 1977. L'acteur David Rappaport en était le ministre des Affaires étrangères et le dramaturge Heathcote Williams, l'ambassadeur en Grande-Bretagne.

## Géographie
Frestonia est un territoire de 7 300 m² (y compris les jardins publics) en forme de triangle, constitué de Freston Road, Bramley Road et Shalfleet Drive, qui appartenait en même temps au district londonien de Hammersmith et Fulham.
Avant de la construction de la route Westway, Freston Road était baptisée Latimer Road, et la station de métro proche encore porte l'ancien nom.

## Histoire
La plupart des résidents de Freston Road sont des squatteurs — artistes, acteurs et militants — qui ont emménagé dans des maisons vides au début des années 1970. Lorsque le Greater London Council décide du réaménagement de l'aire, les 120 premiers résidents prennent tous le même nom de famille de Bramley, afin de compliquer leur relogement ailleurs.
Le Council menace de l'expulsion, durant une réunion publique avec seulement 200 personnes. Nicholas Albery (en), un résident, inspiré par le film Passeport pour Pimlico et une visite à Christiania, un quartier de Copenhague, soumet l'idée de l'indépendance de la rue du reste du Royaume-Uni. Un référendum auprès des habitants se prononce à 94 % en faveur de l'indépendance et 73 % en faveur de l'adhésion à la Communauté économique européenne. L'indépendance est déclarée le 31 octobre 1977. Le Chancelier de l'Échiquier du cabinet fantôme Geoffrey Howe déclare : "Comme quelqu'un qui aurait l'enthousiasme du Napoléon de Notting Hill, je peux difficilement ne pas être insensible à vos aspirations." Lors d'un procès sur le refus d'autoriser la présentation de sa pièce The Immortalist, Heathcote Williams gagne une décision juridique déclarant que Frestonia ne faisait pas partie à cet effet du Royaume-Uni.
L'État adopte la devise latine Nos Sumus Una Familia - We are All One Family - Nous sommes Tous Une Famille et demande d'adhérer à l'Organisation des Nations unies et aussi une intervention de la Force de maintien de la paix face aux menaces du Greater London Council.
Frestonia possède son propre journal The Tribal Messenger; une galerie d'art 'The Car Breaker Gallery' d'où émergeaient l'art performance de Mutoid, et la peintre Julie Umerle qui exposait sa première exposition personnelle à la galerie en 1980; aussi bien qu'un "théâtre national" où se joue The Immortalist. Un Institut National du Cinéma est aussi créé, on y diffuse Passeport pour Pimlico et un film sur les Sex Pistols. Frestonia émet aussi ses propres timbres-poste (reconnus par la Post Office Ltd (en)) et prévoit sa propre monnaie.

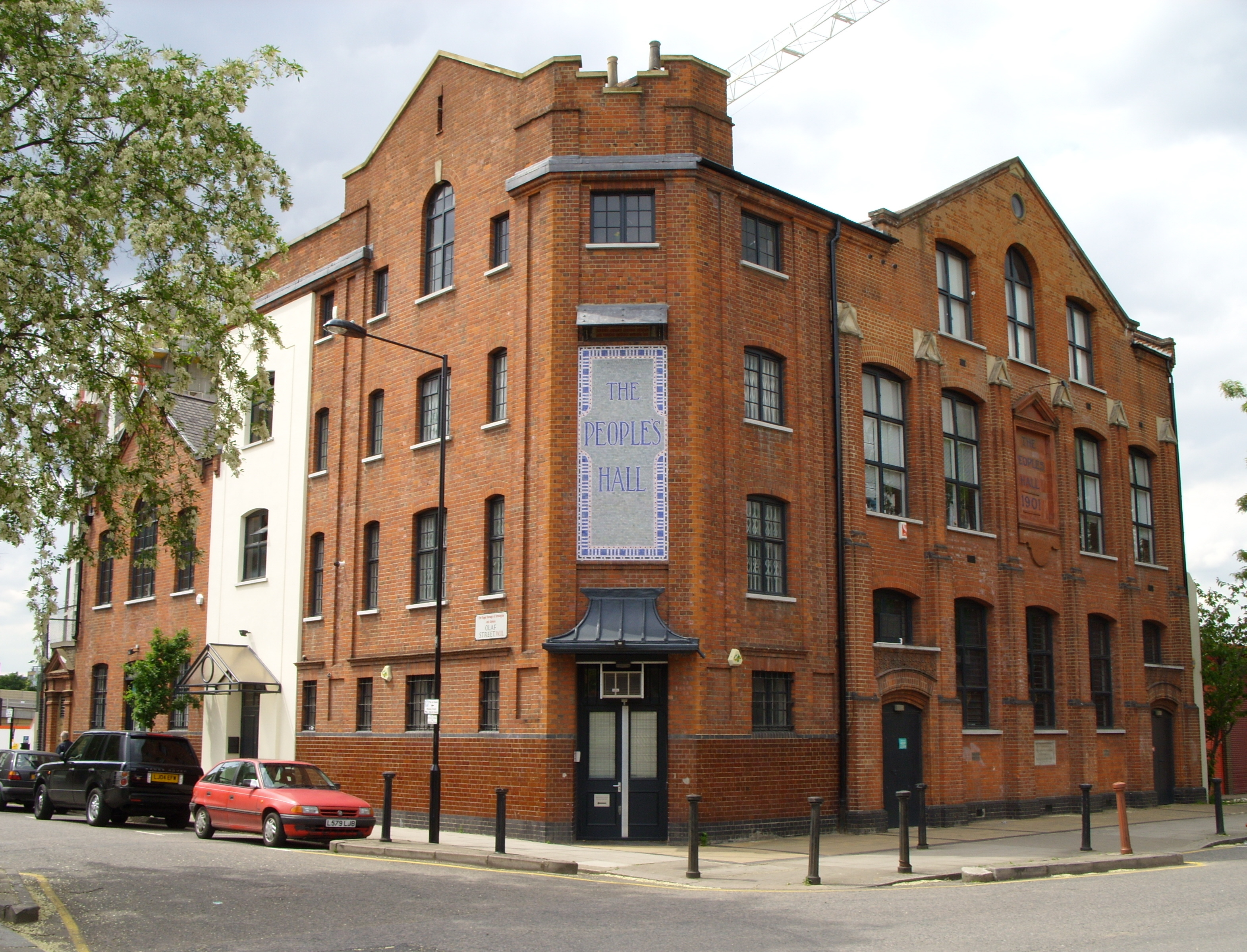
The People's Hall, Freston Road. Le point de rencontre de la communauté de Frestonia, le bâtiment le plus important au moment de l'indépendance.

Lorsque l'État célèbre son cinquième anniversaire en 1982, on recense 97 personnes dans 23 habitations. La même année, The Clash enregistre l'album Combat Rock à Ear Studios, situés dans Frestonia.
Face à la couverture médiatique internationale, les habitants créent Bramleys Housing Co-operative Ltd pour négocier avec la Notting Hill Housing Trust le maintien des résidences et un réaménagement acceptable du site. Certains Frestoniens sont mécontents de la perte de l'indépendance, et s'éloignent. Selon Tony Sleep, un Frestonien qui a publié une histoire du lieu, ceux qui partaient sont souvent remplacés par des personnes ayant des problèmes d'alcool et de drogue. Les Frestoniens restants se montrent incapables de maintenir les idéaux de la "Nation" Frestonienne. Une collectivité locale plus conventionnelle se développe, sans aucune réclamation de sécession avec le Royaume-Uni.
Aujourd'hui, Bramleys Housing Co-operative gère les propriétés détenues et construites par Notting Hill Housing Trust sur le site de Frestonia. Cependant ses membres continuent à vivre comme une communauté soudée. Certains sont des enfants ou des petits-enfants des premiers Frestoniens, bien qu'il y ait également eu un afflux important de nouveaux résidents.
Un nouveau bureau du développement, appelé aussi Frestonia, occupe l'immeuble adjacent à la jonction de Bramley Road et St Anns Road. Il est le siège de Cath Kidston Limited. Un second bureau du même nom est bâti au 125/135 Freston Road en 2001.
Des développements importants ont lieu dans les années 2000 avec l'achèvement des bâtiments écologiques des sièges de Monsoon Accessorize (en 2007) et de TalkTalk (en 2009) en arrière du 91-121 Freston Road. Westfield London, complexe commercial d'une surface de 150 000 m² est fini dans la même période, le long de Frestonia ainsi que deux bâtiments de Notting Dale via un pont piétonnier au-dessus de West Cross Route (en).